# Motoda Ryuya
Ryuya Motoda (元田龍矢 Motoda Ryūya,  sinh ngày 2 tháng 9 năm 1994 ở Hiroshima, Nhật Bản) là một cầu thủ bóng đá người Nhật Bản. Anh là một tiền vệ.
Anh được học tập và thi đấu cho Trường Trung học Setouchi & Đại học Kochi trước khi ký hợp đồng với câu lạc bộ J2, Mito HollyHock.  Năm 2016, anh ký hợp đồng với Albirex Niigata FC (Singapore) từ S.League theo dạng cho mượn trong 1 mùa giải.

## Thống kê sự nghiệp câu lạc bộ
Tính đến 2 tháng 1 năm 2017
| Thành tích câu lạc bộ | Thành tích câu lạc bộ  | Thành tích câu lạc bộ | Giải vô địch | Giải vô địch | Cúp                   | Cúp                   | Cúp Liên đoàn | Cúp Liên đoàn | Tổng cộng | Tổng cộng |
| Mùa giải              | Câu lạc bộ             | Giải vô địch          | Số trận      | Bàn thắng    | Số trận               | Bàn thắng             | Số trận       | Bàn thắng     | Số trận   | Bàn thắng |
| Nhật Bản / Singapore  | Nhật Bản / Singapore   | Nhật Bản / Singapore  | Giải vô địch | Giải vô địch | Cúp bóng đá Singapore | Cúp bóng đá Singapore | Cúp Liên đoàn | Cúp Liên đoàn | Tổng cộng | Tổng cộng |
| --------------------- | ---------------------- | --------------------- | ------------ | ------------ | --------------------- | --------------------- | ------------- | ------------- | --------- | --------- |
| 2016                  | Mito HollyHock         | J2 League             | 0            | 0            | 0                     | 0                     | 0             | 0             | 0         | 0         |
| 2017                  | Albirex Niigata FC (S) | S.League              | ?            | ?            | ?                     | ?                     | ?             | ?             | ?         | ?         |
| Tổng cộng             |                        |                       |              |              |                       |                       |               |               |           |           |
| Nhật Bản              | Nhật Bản               | 0                     | 0            | 0            | 0                     | 0                     | 0             | 0             | 0         |           |
|                       | Singapore              | Singapore             | 0            | 0            | 0                     | 0                     | 0             | 0             | 0         | 0         |
| Tổng cộng sự nghiệp   | Tổng cộng sự nghiệp    | Tổng cộng sự nghiệp   | 21           | 0            | 5                     | 0                     | 5             | 1             | 31        | 1         |